# UFC Fight Night: Benavidez vs. Figueiredo
UFC Fight Night: Felder vs. Hooker (conosciuto anche come UFC Fight Night 169 oppure UFC on ESPN+ 27) è stato un evento di arti marziali miste tenuto dalla Ultimate Fighting Championship il 29 febbraio 2020 alla Chartway Arena di Norfolk negli Stati Uniti.

## Risultati
|                          | Divisione               |                     |                 |                  | Metodo                                   | Round           | Tempo           | Premio          |
| Card Principale          | Card Principale         | Card Principale     | Card Principale | Card Principale  | Card Principale                          | Card Principale | Card Principale | Card Principale |
| ------------------------ | ----------------------- | ------------------- | --------------- | ---------------- | ---------------------------------------- | --------------- | --------------- | --------------- |
|                          | Catchweight (127.5 lbs) | Deiveson Figueiredo | batte           | Joseph Benavidez | KO tecnico (pugni)                       | 2               | 1:54            | [ 1 ]           |
|                          | Pesi piuma femminili    | Felicia Spencer     | batte           | Zarah Fairn      | KO tecnico (gomitate e pugni)            | 1               | 3:37            |                 |
|                          | Pesi mediomassimi       | Magomed Ankalaev    | batte           | Ion Cuțelaba     | KO tecnico (pugni e calci)               | 1               | 3:08            |                 |
|                          | Pesi piuma femminili    | Megan Anderson      | batte           | Norma Dumont     | KO (pugno)                               | 1               | 3:31            | POTN            |
|                          | Catchweight (149.5 lbs) | Grant Dawson        | batte           | Darrick Minner   | Sottomissione (rear-naked choke)         | 2               | 1:38            |                 |
| Card Preliminare (ESPN+) |                         |                     |                 |                  |                                          |                 |                 |                 |
|                          | Pesi gallo              | Kyler Phillips      | batte           | Gabriel Silva    | Decisione unanime (30-27, 30-27, 30-27)  | 3               | 5:00            | FOTN            |
|                          | Pesi medi               | Brendan Allen       | batte           | Tom Breese       | KO tecnico (gomitate e pugni)            | 1               | 4:47            |                 |
|                          | Pesi massimi            | Marcin Tybura       | batte           | Sergey Spivak    | Decisione unanime (30-27, 30-27, 29-28)  | 3               | 5:00            |                 |
|                          | Pesi leggeri            | Luis Peña           | batte           | Steve Garcia     | Decisione unanime (30-27, 30-27, 30-27)  | 3               | 5:00            |                 |
|                          | Pesi piuma              | Jordan Griffin      | batte           | T.J. Brown       | Sottomissione tecnica (guillotine choke) | 2               | 3:38            | POTN            |
|                          | Pesi piuma              | Spike Carlyle       | batte           | Aalon Cruz       | KO tecnico (pugni)                       | 1               | 1:25            |                 |
|                          | Pesi mosca femminili    | Sean Brady          | batte           | Ismail Naurdiev  | Decisione unanime (29-28, 29-28, 30-27)  | 3               | 5:00            |                 |

## Premi
I lottatori premiati ricevettero un bonus di 50.000 dollari.
Legenda:
- FOTN: Fight of the Night (vengono premiati entrambi gli atleti per il miglior incontro dell'evento)
- POTN: Performance of the Night (viene premiato il vincitore per la migliore performance dell'evento)